# حوزه انتخابیه پنجم ایندیانا

حوزه انتخابی مجلس نمایندگان آمریکا

حوزه انتخابیه پنجم ایندیانا یک حوزه انتخابیه مجلس نمایندگان آمریکا است که در ایالت ایندیانا قرار دارد.